# نوفافلتريا
نوفافلتريا (بالإيطالية: Novafeltria)‏ هي بلدية في مقاطعة ريميني في إقليم إميليا رومانيا في إيطاليا.

## السكان
في سنة 1861 بلغ عدد السكان 3٬402 نسمة، وتطور العدد ليصل في سنة 2011 لـ 7٬282 نسمة.
يظهر هذا المخطط البياني تطور النمو السكاني لـ نوفافلتريا